# EDEN (empresa)
EDEN (Empresa Distribuidora de Energía Norte S.A.), es una compañía distribuidora de energía eléctrica que abastece y comercializa en el norte y centro de la Provincia de Buenos Aires. La concesión abarca aproximadamente 105.438 kilómetros cuadrados y una población estimada de más de 1.500.000 personas.
EDEN forma parte del Grupo DESA, cuyo presidente y CEO es Rogelio Pagano. La Empresa presta servicio en 36 sucursales agrupadas en 8 áreas geográficas con cabeceras en las ciudades de San Nicolás, Arrecifes, Campana, Junín, Chivilcoy, Mercedes, Lincoln y Carlos Casares.La empresa  integra un cartel que controla el mercado eléctrico argentino.

## Áreas de concesión
Las localidades en las que EDEN presta su servicio en forma directa son: Conesa, Pérez Millán, Ramallo, San Nicolás, Arrecifes, Baradero, Capitán Sarmiento, Campana, Capilla del Señor, Los Cardales, Alberdi, Alem, Arribeños, Ascensión, General Arenales, Junín, Vedia, 25 de Mayo, Alberti, Bragado, Chivilcoy, Lobos, Mercedes, Roque Pérez, San Andrés de Giles, Suipacha, Blaquier, General Pinto, General Villegas, Lincoln, Daireaux, Carlos Casares, Henderson, Pellegrini, Salliqueló, Tres Lomas.

## Inversiones
Con una inversión superior a $1.800.000, la Distribuidora concretó obras que benefician a todos los usuarios de la comunidad de Arrecifes. [cita requerida]Asimismo, se sumaron columnas de hormigón, se sustituyeron postes y se instalaron nuevos elementos de protección y maniobra en la red.